# 小場江頭首工
小場江頭首工（おばえとうしゅこう）は、茨城県常陸大宮市（旧那珂郡大宮町）三美地先、那珂川本川に建設された堰である。小場江用水路の水源であり、那珂川本川に建設された河川施設としては茨城県内唯一の施設である。
徳川家康は1602年（慶長7年）、5男で甲斐武田氏の名跡を継いだ武田信吉に水戸15万石を与えた。伊達政宗を仮想敵とし、仙道筋における江戸防衛拠点として水戸を重視した家康はこの地を徳川家一門で押さえる事とした。信吉死後は徳川頼宣、そして徳川頼房が水戸藩主となり水戸城に本拠を置いた。水戸藩は那珂郡・久慈郡・多賀郡28万石を領したが、最大の穀倉地帯は那珂郡であった。だが、郡内は河岸段丘が発達していた為水の便が悪く、度々水不足に悩まされた。
頼房は新田開発の促進には用水路整備が欠かせないとして、家臣の永田茂右衛門に用水路開発を命じた。茂右衛門は那珂郡下江戸（現那珂市下江戸）付近で堰を建設して那珂川から取水し、そこから那珂郡武田（現ひたちなか市武田）の武田溜までの区間に用水路を建設した。これが小場江用水路であり、1656年（明暦2年）完成した。取水口はその後上流の小場（現常陸大宮市小場）に移り、更に現在地に移動。ここに可動堰を建設、現在の小場江頭首工となった。頭首工からひたちなか市まで全長約30kmの用水路となっており、各所に水門やポンプ場を設け台地に水を供給している。頭首工は農繁期の4月〜9月は水門を閉じ取水するが、農閑期の10月〜3月に掛けてはサケが遡上する為にゲートを開放している。
建設から350年以上経過しているが、現在でも重要な灌漑設備として水戸市・那珂市・ひたちなか市に農業用水を供給している。1987年からは農林水産省による御前山ダムを始めとした「国営那珂川沿岸土地改良事業」の一環として頭首工の近くに那珂川第1揚水機場が建設中であり、左岸部の灌漑強化を図っている。
座標: 北緯36度32分35秒 東経140度20分35秒 / 北緯36.54317度 東経140.34317度